# Initiative populaire « Prélèvement d'un impôt unique sur la fortune »
L'initiative populaire fédérale « Prélèvement d'un impôt unique sur la fortune » est une initiative populaire suisse, rejetée par le peuple et les cantons le 3 décembre 1922.

## Contenu

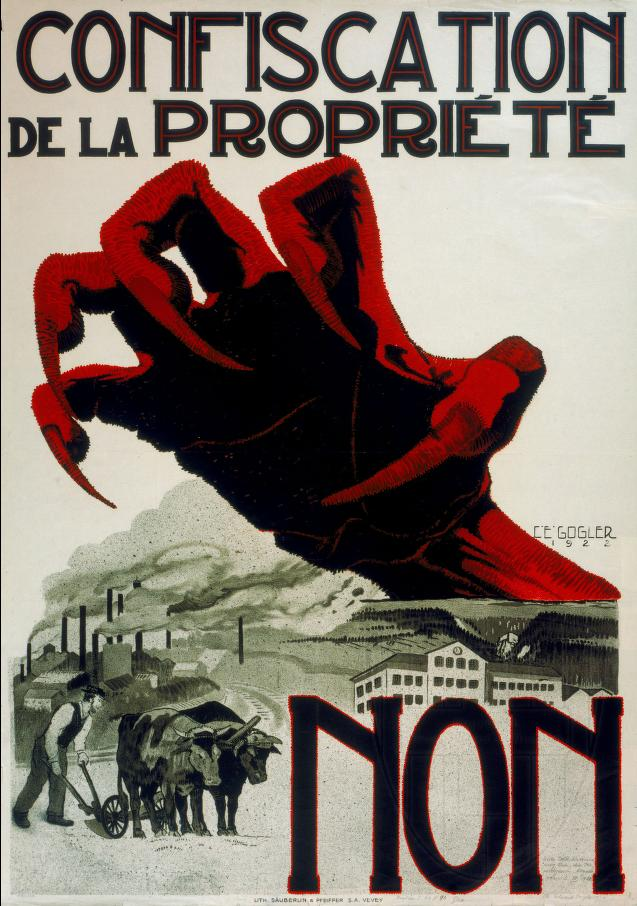
Affiche appelant à refuser l'initiative.

L'initiative propose de modifier la Constitution fédérale en y ajoutant un article 42bis qui créé un impôt direct unique sur la fortune sous la forme d'une contribution extraordinaire dont les sommes doivent être attribuées à des actions de politique sociale exclusivement. Cet impôt devrait toucher uniquement les personnes physiques et morales possédant plus de 80 000 francs de fortune (ce qui représente, selon les estimations du Conseil fédéral, environ 0,7 % de la population), mais pourrait atteindre, pour les plus grosses fortunes, jusqu'à 60 % de celles-ci.
Le texte complet de l'initiative peut être consulté sur le site de la Chancellerie fédérale.

## Déroulement

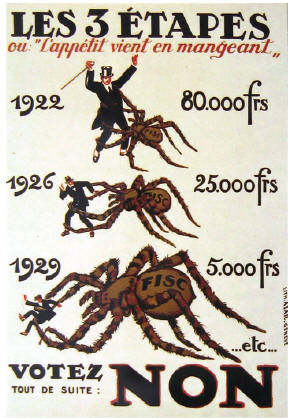
Affiche de Jules Courvoisier.

### Contexte historique
À la sortie de la Première Guerre mondiale, les finances de la Suisse, tout comme celles d'une majorité des pays d'Europe, sont dans le rouge. Dès le 16 avril 1918, une motion venant du Conseil national propose un impôt extraordinaire sur la fortune de 5 % dans le but de résorber la dette de mobilisation ; cette solution est combatte par une majorité du Parlement qui lui préfère la création d'un « impôt de guerre » renouvelable, choix ratifié lors d'une votation populaire datant du 14 février 1919. Alors que leurs représentants s'étaient également exprimés contre l'impôt extraordinaire à cette occasion, le parti socialiste décide, quelques années plus tard, de proposer à nouveau cette mesure sous la forme d'une initiative populaire.

### Récolte des signatures et dépôt de l'initiative
La récolte des 50 000 signatures nécessaires par le parti socialiste a débuté le 12 décembre 1920. Le 16 septembre 1921, l'initiative a été déposée à la chancellerie fédérale qui l'a déclarée valide le 30 janvier 1922.

### Discussions et recommandations des autorités
Le Conseil fédéral ainsi que le parlement recommandent le rejet de cette initiative. Dans son rapport, le Conseil fédéral met en avant plusieurs éléments parlant en défaveur de cette solution jugée extrême et qui, selon lui, n'a été jusqu'alors utilisée que dans le but de diminuer fortement la dette d'un État.
Accusant le Parti socialiste de viser uniquement un but politique avec cette proposition, le Conseil fédéral explique son refus de l'initiative en assurant que l'état des finances publiques ne justifie pas une mesure aussi extrême qui, dans sa teneur, n'apporterait « aucune amélioration aux finances publiques de la Suisse parce que son produit est réservé à un but spécial ». À l'inverse, elle pénaliserait les cantons et des communes en diminuant leurs recettes fiscales et mettrait en péril l'économie nationale, ainsi privée de capitaux.

### Votation
Soumise à la votation le 3 décembre 1922, l'initiative est rejetée par la totalité des 19 6/2 cantons et par 87,0 % des suffrages exprimés avec une participation record de 86,3 %. Le tableau ci-dessous détaille les résultats par cantons :

## Effets
Pas découragé par le refus massif du peuple, le bâlois Christian Rothenberger lance à son tour une nouvelle initiative sur le même sujet et qui porte son nom.
Pendant ce temps, l'impôt fédéral direct continue régulièrement à être perçu par la Confédération, sans toutefois devenir définitif. Il est successivement appelé « nouvel impôt de guerre extraordinaire », « taxe de crise » lors de la crise économique de 1933, puis « impôt de défense nationale » dès 1941 avant de prendre son nom actuel d'« impôt fédéral direct » en 1983, renouvelé par arrêt fédéral jusqu'en 2020.